# Karl August Engelhardt
Karl August Engelhardt, (Pseudonym: Richard Roos; * 4. Februar 1768 in Dresden; † 28. Januar 1834 ebenda) war ein deutscher Schriftsteller, Archivar und Pädagoge.

## Leben
Geboren als Sohn eines Zuckerbäckers, immatrikulierte er sich 1786 an der Universität Wittenberg für das Studium der Theologie. Nach bestandener Prüfung nahm er 1790 eine Hofmeisterstelle an, welche er 1794 wieder aufgab, um sich der Literatur zuzuwenden. Aus seinem damaligen Zusammenwirken mit dem Künstler Johann Philipp Veith entsprang das Werk Mahlerische Wanderungen durch Sachsen, welches das Interesse an abgelegeneren Landschaften wie dem Elbsandsteingebirge oder Zittauer Gebirge weckte.
Auf eine Empfehlung von Johann Christoph Adelung war er seit 1805 Accessist (d. h. ein zunächst unbesoldeter Stellenanwärter in einer Art Praktikum) in der Kurfürstlichen Öffentlichen Bibliothek (Bibliotheca Electoralis Publica, seit 1806 Königliche Öffentliche Bibliothek). Eine seiner ersten Aufgaben war die Neuausgabe der von Dankegott Immanuel Merkel begonnenen, nach Merkels Tod 1798 liegengebliebenen Erdbeschreibung von Kursachsen und den jetzt dazu gehörenden Ländern, die Engelhardt unter dem Titel Erdbeschreibung des Königreiches Sachsen fortführte und 1807 veröffentlichte. 1810 wurde er als Adjunkt des Archivars bei der geheimen Kriegskanzlei angestellt. Nach dem Tod seines Vorstehers übernahm er dessen Stelle und wurde Archivar des geheimen Kriegsratskollegiums bei der Kriegs-Verwaltungskammer des Königreichs Sachsen. Als diese Behörde am 1. Dezember 1831 aufgelöst wurde, wechselte er als Kriegsministerialarchivar und Sekretär ins Kriegsministerium. 
Zeitlebens verfasste Engelhardt „nebenher“ Schriften für die Jugend und zum Gebrauch in den Schulen, vor allem zur Landeskunde und zur Landesgeschichte. Seit 1813 publizierte er auch unter dem Pseudonym Richard Roos. Seine Gedichte zeichnen sich durch satirischen Witz und Leichtigkeit aus.

## Schriften (Auswahl)
- Mahlerische Wanderungen durch Sachsen. Voss und Compagnie, Leipzig 1794, urn:nbn:de:bsz:14-db-id18858269661.
- Kunz von Kauffungen, oder der sächsische Prinzenraub, und die Gefangennehmung Johann Friedrichs bey Mühlberg. Mit einem Kupfer. Denkwürdigkeiten aus der sächsischen Geschichte. Erster Band. Gerlach, Dresden 1797.
- Der neue Jugendfreund. 12 Bände, Leipzig 1797–1814.
- Handbuch der Erdbeschreibung der kursächsischen Lande. Leipzig 1801.
- Erdbeschreibung des Königreiches Sachsen. Dresden 1807. ff. bis mind. 1811.
- Tägliche Denkwürdigkeiten aus der sächsischen Geschichte. 3 Bände, Leipzig 1809–1812.
- Erzählungen. Arnold, Dresden 1820.
- Vaterlandskunde für Schule und Haus. Leipzig 1833.